# Ağrı (stad)
Ağrı (Koerdisch: Agirî) is de hoofdstad van de gelijknamige provincie Ağrı en het district Ağrı in het oosten van Turkije.
- Gemeinsame Normdatei: 4212002-0
- Library of Congress Control Number: no2011062362
- Nationale Bibliotheek van Israël: 987009294186405171
- TDVİA: agri
- Virtual International Authority File: 3145193170870461213